# In effigie
In effigie er et latinsk udtryk for "i billede" og er et symbol.

## In contumaciam
Begrebet er i retshistorien en dom in contumaciam, hvor den skyldige ikke kan pågribes, fordi han er flygtet og har fundet fristed i et land uden udleveringsaftale.

## Fingeret, billedlig form for dødsstraf
For at fuldbyrde straffen kunne en dukke eller et billede af forbryderen blive henrettet in effigie. Det kunne have sammenhæng med billedmagi: modstanderen kunne påføres skade og rammes på den måde.
Det er en folkelig forestilling, at udseendet er sjælens spejlbillede (Imago est animi vultus). Den berømte romerske jurist Marcus Tullius Cicero har henvist til ideen i  retten,
Ved henrettelse in effigie går de folkelige forestillinger og retspraksis nærmest ud på det samme. Genstanden (en figur, en afbildning eller en dukke) bliver hængt, brændt eller halshugget i stedet for lovbryderen. Sådanne symbolske henrettelser var yderst ærekrænkende og kunne følges af ceremonielle begravelser.

## Eksempler og trivia
- Corfitz Ulfeldt blev henrettet in effigie i København i 13. november 1663.
- Knud Thott blev henrettet in effigie i Malmø under den Skånske Krig
- Christoph Martin Wieland blev brændt af Göttinger Hainbund in effigie den 2. juli 1773
- Den ungarske revolutionshelt Lajos Kossuth blev henrettet in effigie i byen Pest, 22. september 1851. I større leksikalske værker er denne dato opført som mandens dødsår. Imidlertid døde han i eksil i Italien så sent som i 1894.
- Skikken med at ophænge en død murer, dersom husherren ikke giver et rejsegilde, når huset er så færdigt, at taget er sat på, er også et udtryk for henrettelse in effigie.
- Dukken, som viser en troldmand eller en heks på Sankthansbålet, kan også opfattes som henrettelse in effigie, selv om modellen for dukken dog er mindre klart identificeret som hørende til denne tradition.
- I Voodoo religionen anvendes voodoo-dukken til at skade eller dræbe et andet menneske, ved at stikke nåle i dukken.